# Museu da Moeda do Banco do Japão
O Museu da Moeda do Banco do Japão (貨幣博物館, Kahei-hakubutsukan), conhecido formalmente como Museu da Moeda do Instituto de Estudos Monetários e Económicos do Banco do Japão (日本銀行金融研究所貨幣博物館, Nihonginkō-kin'yū-kenkyūjo-kahei-hakubutsukan) é um museu sobre a moeda japonesa situado em frente ao edifício do Banco do Japão, em Chuo, Tóquio.
Foi inaugurado em novembro de 1985. Em 2010, foi realizada uma exposição de carteiras do período Edo (1603–1867) e da era Meiji (1868–1912).

## Galeria

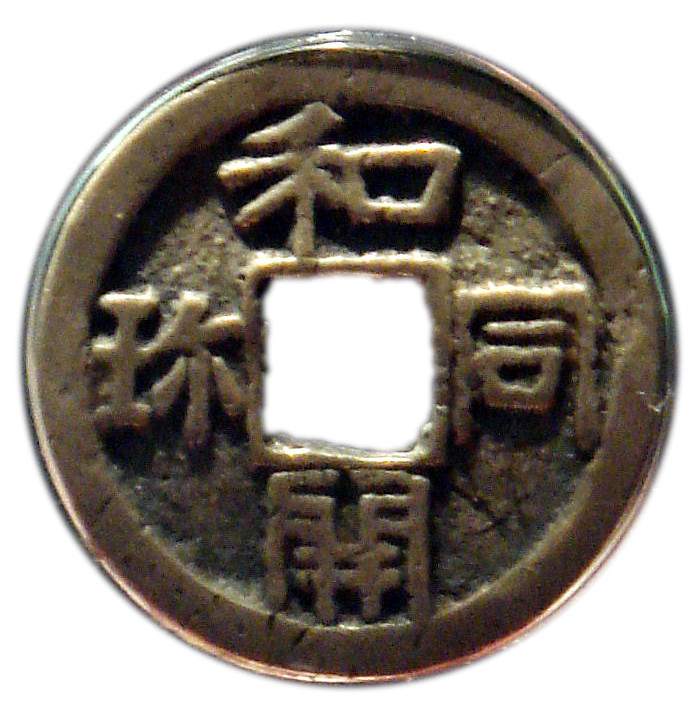
Wadōkaichin, uma moeda japonesa do século VIII.
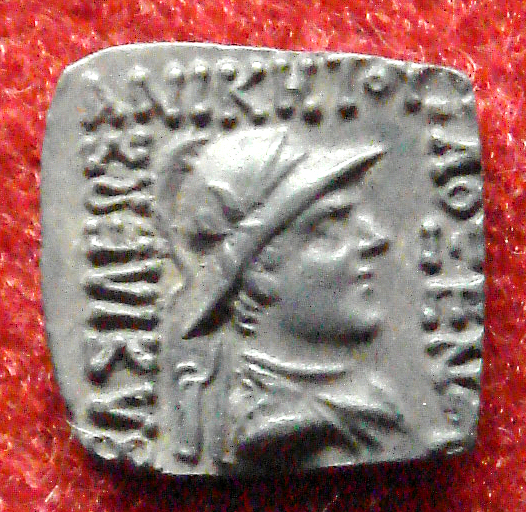
Uma moeda indo-grega a destacar Filoxeno Aniceto, no formato quadrado padrão.
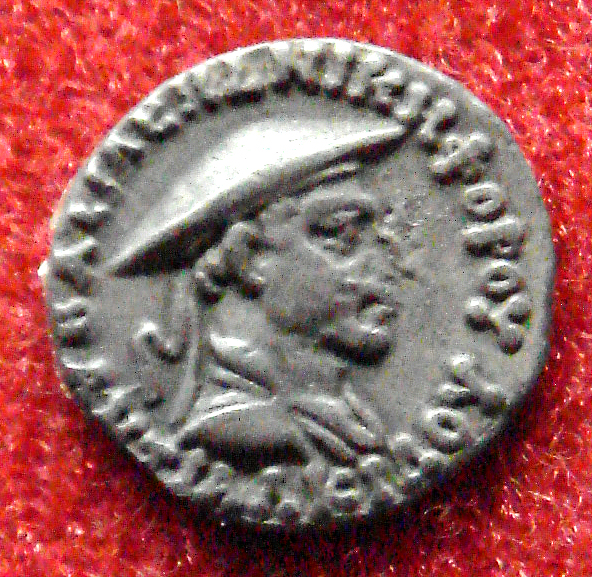
Antialcidas a vestir um gorro macedónico (kausia).